# Chengdu Greenland Tower
La Chengdu Greenland Tower est un gratte-ciel en construction à Chengdu dans la province du Sichuan en Chine. Les travaux ont débuté en 2014 et devraient prendre fin en 2022. Le bâtiment devrait atteindre 468 mètres de hauteur pour 100 étages. Le 8 mai 2017, la tour atteint une hauteur de 100 mètres.